# Cantonul Koprivnica-Križevci
Cantonul Koprivnica-Križevci este una dintre cele 21 unități administrativ-teritoriale de gradul I ale Croației. Are o populație de 124.167 locuitori (2001). Reședința sa este orașul Koprivnica. Cuprinde 3 orașe și 22 comune.